# Гольмівський
Гольмівськи́й — селище Горлівської міської громади Горлівського району Донецької області, Україна. Розташоване на березі Кринки за 56 км від Донецька.

## Загальні відомості
Гольмівський розташований у північно-східній стороні міста Горлівки за 15 км від міста. Відстань від селища до найближчого залізничного вузла станції Микитівка Донецької залізниці становить 11 км.
Відповідно до адміністративного розподілу до складу Гольмівської селищної ради входить селище Гладосове, що розташоване на відстані 2 км у північно-західному напрямі від селища. Селище міського типу Гольмівський має прямий автобусний зв'язок із станцією Микитівка. Населення селища становить 6989 осіб. Площа території селища у визначених кордонах 857,2 га.
Територія селища міського типу Гольмівський впорядкована. Довжина вулиць складає понад 26 км, в тому числі 12,5 км мають тверде покриття. У селищі збудований житловий масив із п'ятиповерхових будинків.

## Історія
Заснований в 1875 році. Існує дві легенди про заснування селища. Згідно першої раніше на території селища було голе місце, і новоутворене селище назвали Гольмою; згідно другої на місці утворення селища селилися бідні робітники, у яких не було навіть нормального одягу, і тому їх називали «голота».
Генеральний плян селища, розроблений архітекторами І. Гореликом і С. Ейдліном під керівництвом М. Антипенка у 1955 році отримав першу премію академії архітектури УРСР.
24 червня 2014 року під час російсько-української війни бойовики «ЛНР», відступаючи з Гольмівського, підірвали міст у Горлівці.
Селище знаходиться під російською окупацією.

## Населення

### Мова
Розподіл населення за рідною мовою за даними перепису 2001 року:
| Мова            | Кількість | Відсоток |
| --------------- | --------- | -------- |
| українська      | 4007      | 51.79%   |
| російська       | 3703      | 47.86%   |
| білоруська      | 7         | 0.09%    |
| вірменська      | 4         | 0.05%    |
| румунська       | 3         | 0.04%    |
| словацька       | 1         | 0.01%    |
| інші/не вказали | 12        | 0.16%    |
| Усього          | 7737      | 100%     |

За даними перепису 2001 року населення селища становило 7737 осіб, із них 51,79 % зазначили рідною мову українську, 47,86 % — російську, 0,09 % — білоруську, 0,05 % — вірменську, 0,03 % — молдовську, 0,01 % — румунську та словацьку мови.

## Освіта
На території селища містяться селищна рада, загальноосвітня школа 1-Ш ступенів № 77, Горлівська загальноосвітня школа соціальної реабілітації 1-П ступенів, 2 дитячих дошкільних заклади: ясла-сади № 77 і № 125, філія школи мистецтв.

## Промисловість
У селищі працюють ТОВ «Микитівський машинобудівельний завод „Кераммаш“», ТОВ «Микитівський доломітний завод», комунальне підприємство «Гольмівське», Гольмівські дільниці Горлівського РЕМ, КП по ТП «Вуглик», Горлівського ВУ ВКГ КП «Компанія „Вода Донбасу“», дільниця місцевої пожежної охорони Горлівської міської ради.

## Соціальна сфера
Соціальна сфера селища включає палац культури, АТС ЗАТ «Донтелеком», мережу продовольчих і промислових магазинів, кафе, ринок, поліклініку, аптеку, поштове відділення зв'язку, церкву, міський літній дитячий оздоровчий табір та інші об'єкти культурно-побутового призначення.
У центрі селища розташований палац культури і парк площею 21.5 га з Меморіалом Пам'яті загиблим воїнам в центральній частині. До парку прилягає стадіон. Зоною відпочинку в селищі є збудований каскад із п'яти ставків.